# Psalistops zonatus
Psalistops zonatus is een spinnensoort uit de familie Barychelidae. De soort komt voor in Venezuela.